# توم هال
توم هال (19 أغسطس 1930 في المملكة المتحدة - 21 أبريل 1984 في المملكة المتحدة) (بالإنجليزية: Tom Hall)‏ هو لاعب كريكت بريطاني. لعب مع نادي مقاطعة ديربيشاير للكريكت ‏ ونادي مقاطعة سومرست للكريكت ‏.

## وصلات خارجية
- توم هال على موقع إي آس بي آن كريك إنفو (الإنجليزية)